# Fällforsån, Umeå kommun
Fällforsån är en by, sedan 2015 klassad som en småort, i Umeå stadsdistrikt i Umeå kommun, Västerbottens län (Västerbotten). Byn ligger vid Länsväg 364 och vattendraget Fällforsån, ca 13 kilometer norrut från centrala Umeå.
Namnet Fällforsån har troligen sitt ursprung ur benämningen ”fälla”, alltså ett hygge eller fällda träd för svedjebruk. Strax norr om byn finns såväl naturnamnet Svidjan som Svidjeforsen.
Byn är känd åtminstone sedan 1762 då "handlaren och rådmannen Lars Hernell i Umeå fick privilegium att anlägga en vattendriven, finbladig ramsåg vid den stora forsen i byn" , men där kan tidigare ha funnits en skvaltkvarn. År 1768 nämns fem familjer – sågställare, uppsyningsman och arbetare – som bosatta nära sågverket, och dessa fick 1776 landshövdingens tillstånd att anlägga nybygget Fällforsån.